# The Joshua Tree Tour
Il Joshua Tree Tour (in inglese The Joshua Tree Tour) fu il nono tour mondiale del gruppo rock degli U2, svoltosi nel 1987 a seguito della pubblicazione dell'album The Joshua Tree. Ha toccato il Nord America e l'Europa. Durante il tour è stato girato parte del documentario Rattle and Hum.
Dalla data dell'Hippodrome de Vincennes di Parigi del 4 luglio 1987 ne fu tratto il DVD Live from Paris, ignorato fino al 2007 quando venne inserito nell'edizione deluxe box-set del 20º anniversario dell'album The Joshua Tree.

## Tappe
Il tour ha avuto inizio il 2 aprile dall'Università Statale dell'Arizona (Activity center) di Tempe. Ha toccato le arene in Nord America, per poi trasferirsi negli stadi europei durante l'estate e ritornare negli Stati Uniti e in Canada durante l'autunno, per un totale di 109 concerti. Il palco è stato progettato da Willie Williams.
Tutte le tappe sono andate sold-out, proprio per la prima volta in cui gli U2 si sono esibiti in strutture di una certa grandezza, come stadi e arene. L'album The Joshua Tree diede molta popolarità alla band anche oltreoceano e tutti i singoli estratti conquistarono le vette più alte delle classifiche. Ciò rese difficile reperire i biglietti, soprattutto per le date del Nord America, dove suonarono soltanto nelle arene.
Durante la prima leg la band toccò molte città delle coste statunitensi, mentre poche furono in confronto le tappe nelle città al centro degli Stati Uniti. Gli U2 suonarono spesso più concerti nella stessa città e per questo motivo la setlist cambiava ogni notte: nella prima, la canzone che faceva da intro era Where the Streets Have No Name seguita da I Will Follow; mentre nell'ultima data, l'intro era un classico degli anni sessanta come Stand by Me (in cui un verso era cantato da The Edge), seguito da Pride (In the Name of Love). Il resto della scaletta subiva di conseguenza numerose modifiche.

## Scaletta tipica
1. Where The Streets Have No Name
2. I Will Follow
3. Trip Through Your Wires
4. I Still Haven't Found What I'm Looking For
5. MLK
6. The Unforgettable Fire
7. Bullet The Blue Sky
8. Running To Stand Still
9. Sunday Bloody Sunday
10. Exit
11. In God's Country
12. Help
13. Bad
14. October
15. New Year's Day
16. Pride (In The Name Of Love)
17. Party Girl
18. With Or Without You
19. 40

## Canzoni suonate[2]
| Boy (1980)                    | I Will Follow (109) - The Electric Co. (19) - Out Of Control (12) |
| October (1981)                | October (93) - Gloria (52) |
| War (1983)                    | New Year's Day (108) - Sunday Bloody Sunday (108) - 40 (105) |
| The Unforgettable Fire (1984) | Pride (In The Name Of Love) (109) - Bad (108) - MLK (99) - The Unforgettable Fire (93) - A Sort Of Homecoming (17) |
| The Joshua Tree (1987)        | I Still Haven't Found What I'm Looking For (110) - Bullet The Blue Sky (109) - Exit (109) - Running To Stand Still (109) - With Or Without You (108) - In God's Country (104) - Where The Streets Have No Name (97) - Trip Through Your Wires (83) - One Tree Hill (17) - Mothers Of The Disappeared (7)                      |
| Non-album singles             | 11 O'Clock Tick Tock (1) - Christmas (Baby, Please Come Home) (1) |
| B-sides                       | Party Girl (37) - Spanish Eyes (13) - Silver And Gold (10) |
| Inediti                       | Lucille (4) - When Love Comes To Town (1) |
| Cover                         | Help (57) - People Get Ready (55) - Stand By Me (22) - C'mon Everybody (17) - Springhill Mining Disaster (15) - Helter Skelter (14) - Maggie's Farm (9) - I Shall Be Released (4) - Southern Man (4) - Knockin' On Heaven's Door (2) - Can't Help Falling In Love (1) - Guantanamera (1) Sweet Jane (1) - Tequila Sunrise (1) |

## Formazione

### U2
- Bono - voce, chitarra, armonica a bocca
- The Edge - chitarra, cori, pianoforte, basso (40)
- Adam Clayton - basso, chitarra (40)
- Larry Mullen Jr. - batteria, percussioni

## Date del tour
| 1,946,920 / 1,974,838 (98,59%) |
| ------------------------------ |

| $33,312,043 |
| ----------- |

## Statistiche
I concerti del tour sono stati aperti dal brano Where the Streets Have No Name per 87 volte, per 18 volte dalla cover di Stand by Me e le restanti quattro volte dalla canzone Bullet the Blue Sky.
La conclusione ha visto quasi sempre l'esecuzione di 40.

## Palco
Come per gli altri Tour a partire dal 1983, anche in questo caso se ne è occupato il designer Willie Williams. L'artista ha scelto una scenografia piuttosto semplice: un grande telo bianco che a volte si colora di rosso e due pedane sopraelevate ai lati del palco centrale.

## Cover eseguite durante il Tour
Al Wembley Stadium di Londra, Bono intonò Help! dei Beatles, dedicandola a chi tra il pubblico "aveva paura" di dover affrontare altri cinque anni di governo di Margaret Thatcher, all'epoca da poco rieletta. In altre tappe eseguirono un'altra cover dei Beatles: Helter Skelter; e Bono introducendola disse: "This is a song Charles Manson stole from the Beatles. We're stealing it back" ("Questa è una canzone che Charles Manson rubò ai Beatles; noi adesso ce la riprendiamo"). Altre celebri cover suonate durante il Tour furono: C'mon Everybody di Eddie Cochran, Springhill Mining Disaster di Peggy Seeger, Southern Man di Neil Young, People Get Ready degli Impressions (durante queste ultime due Bono era solito invitare sul palco un fan a suonare la chitarra) e numerose canzoni di Bob Dylan, tra le quali Maggie's Farm e I Shall Be Released.

## Gruppi di supporto
Numerosi i musicisti che si sono alternati come supporter: i Lone Justice (che già avevano accompagnato la band durante l'Unforgettable Fire Tour), The Pretenders, i Big Audio Dynamite, gli UB40, Little Steven, The BoDeans, Paul Young, Mason Ruffner, i World Party, gli Spear of Destiny, The Waterboys, Los Lobos, Buckwheat Zydeco, The Pogues, The Alarm, The Silencers. Nella data di Dublino del 28 giugno 1987 Lou Reed raggiunge la band sul palco per suonare con loro Walk on the Wild Side.

## Riprese per il documentario Rattle and Hum
Numerosi show furono registrati per essere inseriti all'interno del documentario e del successivo album Rattle and Hum. La maggior parte delle riprese riguarda i concerti di novembre alla McNichols Arena di Denver (Colorado) e al Sun Devil Stadium di Tempe (Arizona). La maggior parte del film è in bianco e nero.

## Incidenti
Durante questo Tour Bono si è ferito due volte. Una prima volta ha avuto una leggera ferita al mento durante le prove all'inizio della prima leg in Arizona: mentre teneva tra le mani un riflettore, è scivolato dal palco e questo gli è caduto addosso. Una seconda volta durante il concerto di Washington, nella terza leg, è scivolato nuovamente dal palco bagnato dalla pioggia e si è lussato la spalla sinistra. Nonostante questo, ha portato a termine il concerto e soltanto dopo è stato trasferito in ospedale dove gli è stato fasciato l'arto, così come si nota durante la ripresa del film Rattle and Hum nella scena girata presso la chiesa di Harlem. Durante le riprese successive del film non si nota nulla dei succitati incidenti e anzi lo si vede suonare la chitarra.